# 李源萬
李 源萬（イ・ウォンマン、이원만、1904年9月7日 - 1994年2月14日）は、韓国の実業家、政治家。第5代韓国国会参議院議員、第6・7代韓国国会議員。韓国の合成繊維時代を開拓した人物で、コーロングループ（KOrea nyLON）を創業した企業家である。本貫は驪州李氏。号は五雲。氏名の表記は李源万とも。

## 経歴
日本統治下の慶尚北道迎日郡（現・浦項市）の農家に長男として生まれた。17歳までは郷里で漢学および4年制私立学校で修学し、5年生の時に興海公立普通学校に編入された。1930年に迎日郡の山林技手補として勤務した。1933年に単身で日本に渡って、大阪のアルミニウム工場などで働いた後、1935年に実弟の李源千とともに「旭工芸株式会社」を創業。1937年に戦時特需で「旭被服株式会社」として事業を拡大した。1941年に日本大学を中退した。1945年の解放後は朝鮮に戻って大邱で「慶北企業」を奏上した。1948年に大韓民国政府が樹立すると、初代国会議員選挙に立候補したが落選した。その後は再び大阪に戻り、1949年に在日韓国人経済同友会を創立して、副会長に選ばれた。日本でナイロン糸を買い入れて韓国で販売することを目的に、1951年に日本で「三慶物産」、韓国で「啓明商事」を設立し、貿易業を始めた。1956年に在日韓国人貿易協会会長に就任した。1957年にナイロン糸加工処理工場の設立に乗り出し、東洋レーヨンとの合弁企業「韓国ナイロン」を創業し、韓国におけるナイロン業界のトップ企業に成長させた。
1960年代に本格的に国政に進出し、1960年の第5代総選挙で民主党公認で参議院議員に初当選した。1961年に朴正煕が5・16軍事クーデターで政権を掌握すると、経済再建のために5か年計画を推進したが資金難に陥った。そこで経済界の指導者に意見を募ったが、李源萬は輸出専用の工業団地（現在の九老工団、亀尾工団が該当）の造成を進言した。1963年に国際連合協会世界連盟本部会の代表として第18回ニューヨーク総会に参加し、韓国輸出産業公団創立委員会委員長を務めながら、第6代総選挙で大邱東区から民主共和党の公認で当選し、国会商工委員を務めた。1966年に国際連合韓国協会副会長、東大邱駅建設推進委員長、大韓速記士協会会長を歴任した。1967年、1980年代の漢江の奇跡にもつながったソウル九老工団（クロコンダン）が完成され、韓国輸出公団の竣工式で大統領有功表彰を受けた。同年の第7代総選挙にも当選し、国会農林分科委員を務めた。1968年に三慶開発株式会社社長、1976年にコーロングループ会長、1977年にコーロングループ名誉理事長を務めた。他には民主国民党大邱市党委員長、民主共和党慶北第2地区党委員長、中央常任委員および政策委員などを歴任したほか、米穀多收穫品種である統一稲の開発の先駆的役割を果たし、山林緑化のための電信柱と枕木のコンクリート化、プロパンガス燃料の使用や宅地節約のためのアパート建設を主張した。1994年に金塔産業勲章が追叙され、同年に著書の『私の政経五十年』が出版された。

## 親族
実業家の李東燦は息子、李雄烈は孫、元国務総理の金鍾泌の長女は次男の元妻、元国会議長の李孝祥の三男、元経済企画院長官の申秉鉉の長男は孫娘婿。